# Theodore von Eltz
Theodore von Eltz (parfois crédité Theodor von Eltz) est un acteur américain, né le 5 novembre 1893 à New Haven (Connecticut), mort le 6 octobre 1964 à Los Angeles — Quartier de Woodland Hills (Californie).

## Biographie
Au théâtre, Theodore von Eltz joue à Broadway (New York) dans trois pièces, de 1915 à 1917.
Au cinéma, il contribue à environ deux-cents films américains (dont une cinquantaine muets), le premier sorti en 1915. Mentionnons Bardelys le magnifique de King Vidor (1926, avec John Gilbert et Eleanor Boardman), Secrets de Frank Borzage (1933, avec Mary Pickford et Leslie Howard) et Rhapsodie en bleu d'Irving Rapper (1945, avec Robert Alda et Joan Leslie). Son dernier film est La Femme et le Rôdeur de John Farrow (1957, avec Diana Dors et Rod Steiger), dans un petit rôle non crédité.
À la télévision enfin, il apparaît dans neuf séries, de 1952 à 1957.

## Théâtre (à Broadway)
- 1915 : Children of Earth d'Alice Brown, avec Reginald Barlow
- 1916 : Rio Grande d'Augustus Thomas, avec Richard Bennett, Frank Campeau
- 1917 : The Old Lady Shows Her Medals de J. M. Barrie, avec Beryl Mercer

## Filmographie partielle

### Au cinéma
- 1921 : Extravagance de Phil Rosen
- 1921 : The Old Nest de Reginald Barker
- 1921 : The Speed Girl de Maurice S. Campbell
- 1922 : The Glorious Fool d'E. Mason Hopper
- 1922 : Fourteenth Lover d'Harry Beaumont
- 1922 : Sherlock Brown de Bayard Veiller
- 1923 : Can a Woman Love Twice ? de James W. Horne
- 1923 : La Femme aux quatre masques (The Woman with Four Faces) d'Herbert Brenon
- 1923 : Lights Out d'Alfred Santell
- 1923 : Tiger Rose de Sidney Franklin
- 1924 : The Breaking Point d'Herbert Brenon
- 1924 : Les Cœurs de chêne (Hearts of Oak) de John Ford : Ned Fairweather
- 1924 : Being Respectable de Phil Rosen
- 1924 : The Turmoil de Hobart Henley
- 1925 : Locked Doors de William C. de Mille
- 1925 : La Danseuse de Broadway (Broadway Lady) de Wesley Ruggles
- 1925 : Une affaire mystérieuse (en) (On Thin Ice) de Malcolm St. Clair

- 1925 : The Red Kimona de Walter Lang et Dorothy Davenport
- 1925 : White Fang de Laurence Trimble
- 1925 : The Sporting Chance d'Oscar Apfel
- 1925 : Paint and Powder d'Hunt Stromberg
- 1926 : The Last Alarm d'Oscar Apfel
- 1926 : La Reine des diamants (Queen o' Diamonds) de Chester Withey
- 1926 : The Sea Wolf de Ralph Ince
- 1926 : Bardelys le magnifique (Bardelys the Magnificent) de King Vidor
- 1926 : Laddie de James Leo Meehan
- 1926 : The Nickel-Hopper de F. Richard Jones et Hal Yates
- 1927 : Perch of the Devil de King Baggot
- 1927 : Sans loi (No Man's Law) de Fred Jackman
- 1927 : D'une femme à l'autre (One Woman to Another) de Frank Tuttle
- 1927 : Great Mail Robbery de George B. Seitz
- 1928 : Life's Mockery de Robert F. Hill
- 1928 : L'Homme le plus laid du monde (The Way of the Strong) de Frank Capra
- 1928 : Nothing to Wear d'Erle C. Kenton
- 1929 : Le Forban (The Rescue) de Herbert Brenon

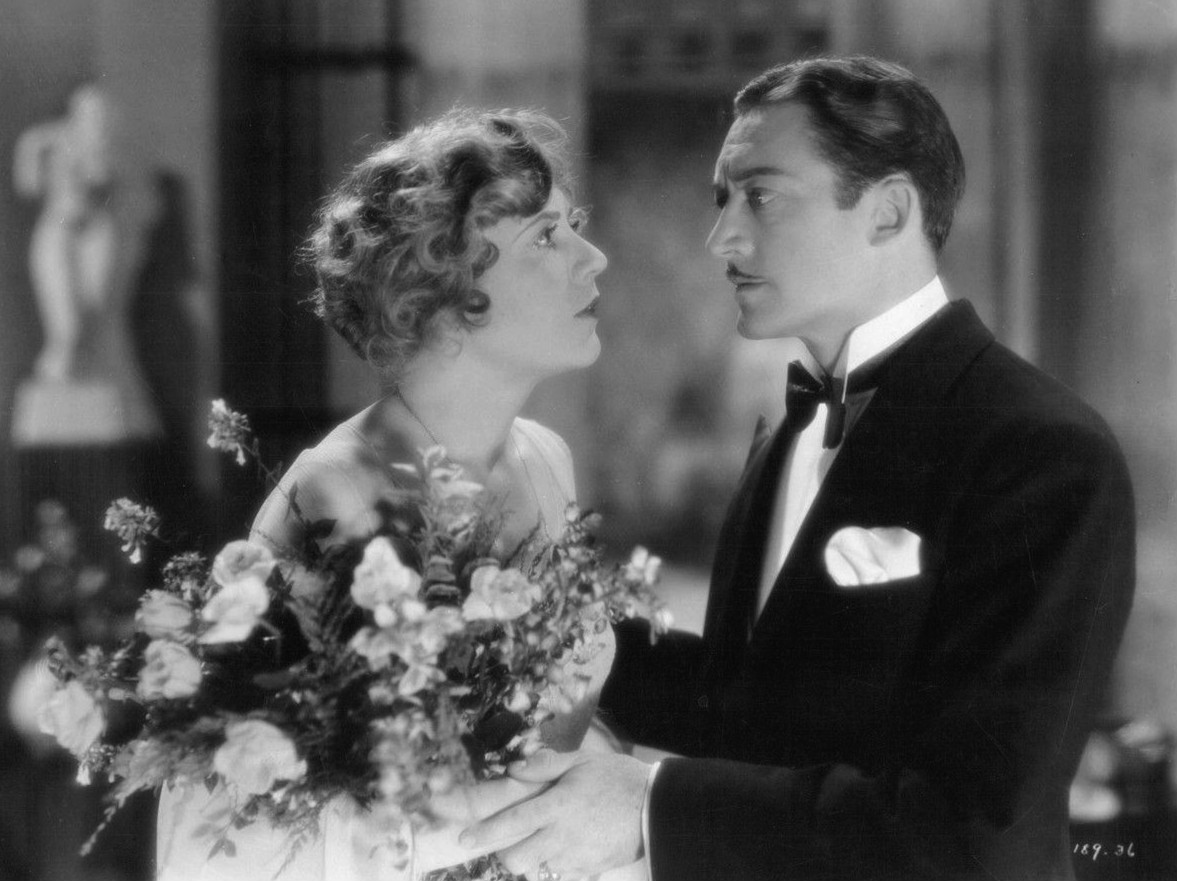
Avec Lois Wilson, dans The Furies (1930)

- 1929 : Les Quatre Plumes blanches (The Four Feathers) de Merian C. Cooper, Lothar Mendes et Ernest B. Schoedsack
- 1929 : The Awful Truth de Marshall Neilan
- 1930 : The Furies d'Alan Crosland
- 1930 : Le Tigre de l'Arizona (The Arizona Kid) d'Alfred Santell
- 1930 : The Cat Creeps de Rupert Julian et John Willard
- 1930 : Love Among the Millionaires de Frank Tuttle
- 1930 : Kismet de John Francis Dillon
- 1931 : Tribunal secret (The Secret Six) de George W. Hill
- 1931 : Up Pops the Devil d'A. Edward Sutherland
- 1931 : L'Inspiratrice (Inspiration) de Clarence Brown
- 1931 : Wicked d'Allan Dwan
- 1931 : Pénitencier de femmes (Ladies of the Big House) de Marion Gering
- 1931 : Heartbreak d'Alfred L. Werker
- 1932 : Strangers of the Evening (en) d'H. Bruce Humberstone
- 1932 : Hotel Continental de Christy Cabanne
- 1932 : Le Bel Étudiant (Huddle) de Sam Wood
- 1932 : Midnight Lady de Richard Thorpe
- 1932 : Drifting de Louis King
- 1933 : Paquebot de luxe (Luxury Liner) de Lothar Mendes
- 1933 : Secrets de Frank Borzage
- 1933 : The Eleventh Commandment de George Melford
- 1933 : High Gear de Leigh Jason
- 1933 : Sa femme (No Other Woman), de J. Walter Ruben
- 1933 : Arizona to Broadway de James Tinling
- 1933 : Dance, Girl, Dance de Frank R. Strayer

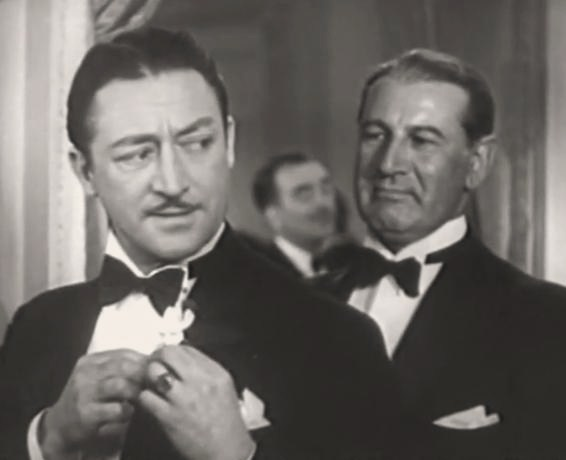
Avec Morgan Wallace (à d.), dans The Headline Woman (1935)

- 1934 : Shirley aviatrice (Bright Eyes) de David Butler
- 1934 : Quelle veine ! (Call It Luck) de James Tinling
- 1934 : Premier Amour (Change of Heart) de John G. Blystone
- 1935 : Mondes privés (Private Worlds) de Gregory La Cava
- 1935 : Trails of the Wild de Sam Newfield
- 1935 : Le Secret magnifique (Magnificent Obsession) de John M. Stahl
- 1935 : Confidential d'Edward L. Cahn
- 1935 : The Headline Woman (en) de William Nigh
- 1935 : Code secret (Rendezvous) de William K. Howard
- 1936 : Suzy de George Fitzmaurice
- 1936 : Below the Deadline de Charles Lamont
- 1936 : Les Chemins de la gloire (The Road to Glory) d'Howard Hawks
- 1936 : Ticket to Paradise d'Aubrey Scotto
- 1936 : A Man Betrayed de John H. Auer
- 1936 : High Tension (en) d'Allan Dwan
- 1936 : Aventure à Manhattan (Adventure in Manhattan) d'Edward Ludwig
- 1936 : Mind Your Own Business de Norman Z. McLeod
- 1936 : L'Ennemie bien-aimée (Beloved Enemy) d'H. C. Potter
- 1937 : Sous le voile de la nuit (Under Cover of Night) de George B. Seitz
- 1937 : Youth on Parole de Phil Rosen
- 1937 : Pension d'artistes (Stage Door) de Gregory La Cava
- 1937 : Clarence de George Archainbaud
- 1937 : Californie, en avant ! (California Straight, Ahead !) d'Arthur Lubin
- 1937 : Le Couple invisible (Topper) de Norman Z. McLeod
- 1937 : L'Espionne de Castille (The Firefly) de Robert Z. Leonard
- 1938 : Les Aventures de Marco Polo (The Adventures of Marco Polo) de Archie Mayo
- 1938 : Marie-Antoinette (Marie Antoinette) de W. S. Van Dyke
- 1939 : Frères héroïques (The Sun Never Sets) de Rowland V. Lee
- 1939 : Le Parfum de la dame traquée (Persons in Hiding) de Louis King
- 1939 : Pardon Our Nerve d'H. Bruce Humberstone
- 1939 : Legion of Lost Flyers de Christy Cabanne
- 1939 : Un ange en tournée (Fifth Avenue Girl) de Gregory La Cava
- 1939 : Inside Story de Ricardo Cortez
- 1939 : The Night of Nights de Lewis Milestone
- 1940 : Les Révoltés du Clermont (Little Old New York) d'Henry King
- 1940 : Le Fils de Monte-Cristo (The Son of Monte Cristo) de Rowland V. Lee
- 1940 : La Balle magique du Docteur Ehrlich (Dr. Ehrlich's Magic Bullet) de William Dieterle
- 1940 : The Old Swimmin' Hole de Robert F. McGowan
- 1940 : Teddy, the Rough Rider de Ray Enright
- 1940 : Kitty Foyle (Kitty Foyle : The Natural History of a Woman) de Sam Wood
- 1941 : A Shot in the Dark de William C. McGann
- 1941 : Sergent York (Sergeant York) d'Howard Hawks
- 1941 : I'll Wait for You de Robert B. Sinclair
- 1941 : Ellery Queen's Penthouse Mystery de James Patrick Hogan
- 1942 : L'Inspiratrice (The Great Man's Lady) de William A. Wellman
- 1942 : Le Cargo des innocents (Stand by for Action) de Robert Z. Leonard
- 1943 : Air Force d'Howard Hawks
- 1943 : Perdue sous les tropiques (Flight for Freedom) de Lothar Mendes
- 1944 : Hollywood Parade (Follow the Boys) d'A. Edward Sutherland
- 1944 : Bermuda Mystery de Benjamin Stoloff
- 1944 : Depuis ton départ (Since you went away) de John Cromwell
- 1945 : Rhapsodie en bleu (Rhapsody in Blue) d'Irving Rapper
- 1945 : L'Intrigante de Saratoga (Saratoga Trunk) de Sam Wood
- 1946 : Le Grand Sommeil (The Big Sleep) d'Howard Hawks
- 1947 : Marchands d'illusions (The Hucksters) de Jack Conway
- 1950 : Une rousse obstinée (The Reformer and the Redhead) de Melvin Frank et Norman Panama
- 1951 : Elle cherche un millionnaire (Painting the Clouds with Sunshine) de David Butler
- 1953 : Le Pirate des sept mers (Raiders of the Seven Seas) de Sidney Salkow
- 1957 : La Femme et le Rôdeur (The Unholy Wife) de John Farrow

### À la télévision (séries)
- 1952 : Racket Squad (en)
  - Saison 2, épisode 20 Big Trap de James Tinling
- 1953 : The Abbott and Costello Show
  - Saison 2, épisode 12 Efficiency Experts de Jean Yarbrough
- 1953 : Adventures of Will Bill Hickok
  - Saison 4, épisode 12 The Right of Way de William Beaudine
- 1953 : Letter to Loretta
  - Saison 1, épisode 15 Hotel Irritant de Robert Florey
- 1954-1956 : The Ford Television Theatre (en)
  - Saison 2, épisode 17 The Happiest Day (1954) de James Neilson
  - Saison 4, épisode 4 Twelve to Eternity (1955) de Ted Post et épisode 32 Behind the Mask (1956)
- 1956-1957 : Telephone Time
  - Saison 2, épisode 8 She Also Ran (1956) et épisode 22 The Unsinkable Molly Brown (1957) d'Erle C. Kenton